# Lac de la Paglia Orba
Le lac de la Paglia Orba (lavu di a Paglia Orba) est une petite pièce d'eau de Haute-Corse située à 1 515 m d'altitude, au pied du sommet du même nom (2 525 m).